# Volley-ball aux Jeux olympiques d'été de 2016
Navigation
Londres 2012 Tokyo 2020
Les compétitions de volley-ball aux Jeux olympiques d'été de 2016 se déroulent du 6 au 21 août 2016 à Copacabana et au Ginásio do Maracanãzinho à Rio de Janeiro. Il s'agit de la 14e apparition aux Jeux olympiques pour le volley-ball et de la 6e pour le beach volley.

## Tableau des médailles
| Rang  | Nation     | Or | Argent | Bronze | Total |
| ----- | ---------- | -- | ------ | ------ | ----- |
| 1     | Brésil     | 2  | 1      | 0      | 3     |
| 2     | Allemagne  | 1  | 0      | 0      | 1     |
| 2     | Chine      | 1  | 0      | 0      | 1     |
| 4     | Italie     | 0  | 2      | 0      | 2     |
| 5     | Serbie     | 0  | 1      | 0      | 1     |
| 6     | États-Unis | 0  | 0      | 3      | 3     |
| 7     | Pays-Bas   | 0  | 0      | 1      | 1     |
| TOTAL | TOTAL      | 4  | 4      | 4      | 12    |